# Медведицкий (Саратовская область)
Медведицкий — посёлок в Новобурасском районе Саратовской области России. Входит в состав Новобурасского муниципального образования.

## История
В 1984 г. Указом Президиума ВС РСФСР посёлок 2-го отделения совхоза «Динамо» переименован в Медведицкий.

## Население
| 2002 | 2010 |
| ---- | ---- |
| 213  | ↘193 |